# Walter Minarz

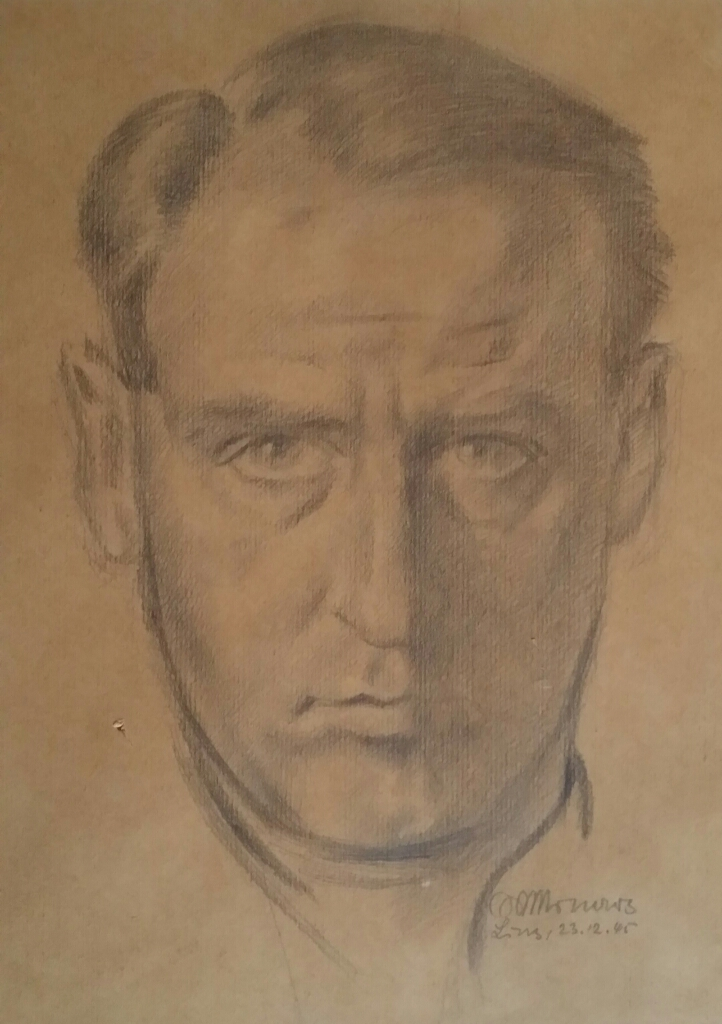
Walter Minarz, Selbstporträt vom 23. Dezember 1945, Linz an der Donau

Walter Minarz (* 27. Juni 1909 in Gars am Kamp; † 19. Februar 1991 in Wien) war ein österreichischer Autor, Grafiker, Maler und Touristiker.

## Leben
Walter Minarz, der Sohn des früheren Garser Gemeindearztes Richard Minarz, hat von 1929 bis 1933 an der allgemeinen Malerschule der Akademie der bildenden Künste bei Wilhelm Dachauer in Wien studiert, 1933 die Lehrbefähigungsprüfung für das Lehramt des Freihandzeichnens an Mittelschulen abgelegt und anschließend das vorgeschriebene Probejahr neben dem Studium an der Meisterschule für grafische Künste absolviert.
Während des Studiums trat Minarz zum 7. Januar 1932 der NSDAP bei (Mitgliedsnummer 689.286). Minarz übernahm eine Lehrtätigkeit an der Nationalpolitischen Erziehungsanstalt Wien-Breitensee und trat zum 1. Mai 1937 in die SS ein (SS-Nummer 326.868), er wurde im Herbst 1943 zur Waffen-SS (Fahrlehrer für Beiwagenmaschinen bei den Kradschützen) überstellt, der Minarz bis Kriegsende angehörte. Nach der Entlassung aus amerikanischer Kriegsgefangenschaft im November 1946 kehrte Minarz nach Gars zurück, wo er als akademischer Maler und Grafiker tätig wurde und als Mitglied der Berufsvereinigung der bildenden Künstler Österreichs Ehrenbürgerdiplome, Werbegraphiken, Werbeprospekte, Malereien und Sgraffitos gestaltet sowie Restaurierungen ausgeführt hat.
Vom 1. Juni 1948 bis zum Frühjahr 1951 war Minarz hauptberuflich Fremdenverkehrsreferent der Gemeinde Gars und Vertreter der Sommerfrischen des Kamptales im Ausschuss des Fremdenverkehrsverbandes „Wachau, Waldviertel, Kamp- und Kremstal“. In dieser Zeit baute er unter anderem das Gemeindearchiv auf, richtete eine zentrale Auskunftstelle und einen Zimmernachweis ein, entwarf und gestaltete sämtliche Fremdenverkehrswerbemittel verfasste einen Fremdenführer (Gars am Kamp. Topographie und Kultur. Die schönsten Ausflüge), kuratierte eine Ausstellung und widmete sich als Restaurator der Wiederherstellung und Ausgestaltung des Garser Rathauses.
Obwohl Minarz 1950 die Stelle als Kurdirektor der Kurverwaltung Gmunden am Traunsee übernahm, die er bis 1956 innehatte, vertraute ihm seine Heimatgemeinde Gars mit 1. Jänner 1951 die Leitung des Garser Strand- und Kurbades an, das 1954 eine Kooperation mit dem oberösterreichischen Kurort Neydharting einging, um sich durch die autorisierten Neydhartinger-Moor-Behandlungen als Heilbad und „niederösterreichisches Neydharting“ zu etablieren.
Von 1957 bis Ende 1972 war Minarz, vom damaligen Wiener Kulturstadtrat Hans Mandl nominiert, Generalsekretär des Fremdenverkehrsverbandes für Wien, der 1955 mit Landesgesetz gegründeten und vom 1. Februar 1956 an tätigen öffentlich-rechtlichen Tourismusorganisation der Bundeshauptstadt. Das nach dem Anfang in der Tegetthoffstraße in Wien 1., Stadiongasse 6–8, unweit des Wiener Rathauses eingerichtete Büro des Verbandes firmierte als Fremdenverkehrsstelle der Stadt Wien; außerdem gab es seit Mai 1956 eine zentrale Gästeinformationsstelle in der Opernpassage und bald auch Informationsstellen an den Stadteinfahrten im Westen und Süden.
1958 verfügte Wien über 146 Hotels mit rund 11.000 Betten; in diesem Jahr wurden die Wiener Stadthalle und das Kongresszentrum Hofburg eröffnet, 1962 das Theater an der Wien. 1964 war die Wiener internationale Gartenschau im heutigen Donaupark mit dem neu gebauten Donauturm die Attraktion. 1966 wurden 200 Jahre Wiener Prater gefeiert, 1967 100 Jahre Donauwalzer. 1972 fand das 400-Jahre-Jubiläum der Spanischen Reitschule statt. Während Minarz' Amtszeit stieg die Zahl der Übernachtungen von Wien-Besuchern von 1,9 Millionen kontinuierlich auf fast 4 Millionen pro Jahr.
1969 wurde unter Minarz' Geschäftsführung das Kongressbüro  des Fremdenverkehrsverbandes errichtet, Jahrzehnte lang vor allem von der Stadtverwaltung und der Wirtschaftskammer Wien (damals Kammer der gewerblichen Wirtschaft, vulgo Handelskammer) finanziert. Dazu konnten die Experten Ernst Rahofer und Alexander Pfann gewonnen werden.
Am 1. Jänner 1973 trat Helmut Krebs, von Mandls Nachfolgerin Gertrude Sandner nominiert, im Fremdenverkehrsverband die Nachfolge als Geschäftsführer an. Minarz wurde am 28. Februar 1991 in der Feuerhalle Simmering der Stadt Wien verabschiedet.

## Werke

### Bücher
- Gars am Kamp. Topographie und Kultur. Die schönsten Ausflüge [Mit zahlreichen Illustrationen von Walter Minarz] (1949).[5]
- 10 Jahre Fremdenverkehrsverband für Wien (1966).
- Das Land um Wien. Ausflugsfahrten in Niederösterreich (1987).

### Broschüren
- Gmunden. Salzkammergut. Austria. 1862 - 1952. 90 Jahre Kurstadt Gmunden (1952).

### Bilder
- Urlaub im sonnigen Kamptal! Werbeplakat für die Hotel-Pension Blauensteiner in Gars-Thunau, ca. 1949, seit den 1950er Jahren im Gasthaus Blauensteiner, Zur Stadt Paris, Wien 8., Lenaugasse 1 / Josefstädter Straße 4, ausgestellt; Abbildung in: Achim Schneyder, Lokalaugenschein. Prominente und ihre Wirte, mit Fotos von Rudolf Semotan, Pichler, Wien 2010, S. 18
- Der Schimmelsprung (Wahrzeichen von Thunau am Kamp), Originalbild von Prof. Walter Minarz

### Literarhistorisches Fundstück
- Walter Minarz: Brief vom 21. November 1951 an Heimito von Doderer. Nachlass Heimito von Doderer in der Österreichischen Nationalbibliothek, Sammlung von Handschriften und alten Drucken. Signatur Autogr. 530/73-1 Han.